# Audit Vlaanderen
Audit Vlaanderen is een agentschap van de Vlaamse Regering, dat audits uitvoert bij de lokale besturen, en bij de Vlaamse administratie. Het agentschap is opgericht door het auditdecreet van 5 juli 2013, en is sedert 1 januari 2014 de voortzetting van het vorige Agentschap Interne Audit van de Vlaamse Administratie (IAVA), dat reeds audits uitvoerde sinds 2001. 
Audit Vlaanderen sensibiliseert en informeert lokale besturen en administraties rond risicobeheersing. Het agentschap voert organisatie-audits, thema-audits, proces-audits, detectie-audits, ad hoc-audits, en forensische audits, en publiceert jaarlijks een aantal “Globale rapporten” met algemene vaststellingen en aanbevelingen. 
Ingeval een audit wijst op strafrechtelijke feiten, wordt het verslag overgemaakt aan de Centrale Dienst voor de Bestrijding van Corruptie (CDBC) van de federale politie.